# Schönfeld Rózsi
Schönfeld Rózsi (Penc, 1898. május 30. – Nagymaros, 1980. szeptember 15.) állami díjas orvos, szülész-nőgyógyász.

## Élete
Schönfeld László orvos és Scheily Gizella gyermekeként született. Az Aszódi Evangélikus Petőfi Főgimnáziumban érettségizett. Tanulmányait a Pázmány Péter Tudományegyetemen folytatta, ahol 1926-ban szerezte meg orvosi oklevelét. Ezután négy évig a balassagyarmati kórházban dolgozott, majd férjével együtt Karcagon nyitott rendelőt. Időközben szülész-nőgyógyászatból szakképesítést szerzett. A német megszállást követően egy ausztriai táborba deportálták, ahol egy betongyárban dolgoztatták. Később megszökött és előbb Bécsben bujkált, majd a komáromi pénzügyőrök laktanyájában vállalt szakácsnői állást a szovjet katonák megérkezéséig. A holokauszt során tizenhárom családtagját veszítette el, köztük egyetlen húgát. A felszabadulást követően visszatért Karcagra, ahol ismét praktizálni kezdett. 1952-ben Nagymarosra került körzeti orvosnak. Részt vett az orvos-egészségügyi szakszervezeti mozgalomban.
Első házastársa Öszterreicher László (1898–1944) orvos volt, aki Debrecen határában 70 társával együtt SS-sortűz áldozata lett. 1929. február 27-én Budapesten, a Ferencvárosban kötöttek házasságot. Második férje Ohmann Béla volt.
A Nagymarosi temetőben helyezték végső nyugalomra.

## Díjai, elismerései
- Egészségügy Kiváló Dolgozója (1963)
- Érdemes orvos (1964)
- Állami Díj (1973) – a gyógyító-megelőző tevékenységben kifejtett munkásságáért

## Emlékezete
- 2006-ban Nagymaroson egykori házának falán emléktáblát avattak tiszteletére[5]